# Pavol Bojkovský
Pavol Bojkovský (* 24. listopadu 1953) je bývalý slovenský fotbalista, záložník.

## Fotbalová kariéra
V československé lize hrál za Slovan Bratislava a Duklu Banská Bystrica. Nastoupil ve 147 ligových utkáních a dal 19 gólů. V Poháru vítězů pohárů nastoupil ve 2 utkáních. Za juniorskou reprezentaci nastoupil v 1 utkání a za olympijskou reprezentaci nastoupil ve 1 utkání. Vítěz Československého poháru 1981/82 a vítěz Slovenského a finalista Československého poháru 1975/76.

## Ligová bilance
| Ročník                                   | Zápasy | Góly | Minuty | Klub                  |
| ---------------------------------------- | ------ | ---- | ------ | --------------------- |
| 1. československá fotbalová liga 1975/76 | 20     | 7    | -      | Slovan Bratislava     |
| 1. československá fotbalová liga 1976/77 | 2      | 0    | -      | Slovan Bratislava     |
| 1. československá fotbalová liga 1977/78 | 18     | 4    | 957    | Slovan Bratislava     |
| 1. československá fotbalová liga 1978/79 | 28     | 3    | 2375   | Slovan Bratislava     |
| 1. československá fotbalová liga 1979/80 | 22     | 2    | 1617   | Dukla Banská Bystrica |
| 1. československá fotbalová liga 1980/81 | 15     | 1    | 529    | Slovan Bratislava     |
| 1. československá fotbalová liga 1981/82 | 22     | 1    | 1662   | Slovan Bratislava     |
| 1. československá fotbalová liga 1982/83 | 20     | 1    | 1319   | Slovan Bratislava     |
| CELKEM                                   | 147    | 19   | 8459   |                       |